# Lijst van nummer 1-hits in de Nederlandse Top 40 in 2002
Deze hits stonden in 2002 op nummer 1 in de Nederlandse Top 40.
| Nummer | Datum        | Artiest                | Titel                      |
| ------ | ------------ | ---------------------- | -------------------------- |
| 569    | 5 januari    | Gigi d'Agostino        | L'amour toujours           |
| 570    | 12 januari   | Marco & Sita           | Lopen op het water         |
|        | 19 januari   | Marco & Sita           | Lopen op het water         |
|        | 26 januari   | Marco & Sita           | Lopen op het water         |
|        | 2 februari   | Marco & Sita           | Lopen op het water         |
| 571    | 9 februari   | Shakira                | Whenever wherever          |
|        | 16 februari  | Shakira                | Whenever wherever          |
|        | 23 februari  | Shakira                | Whenever wherever          |
|        | 2 maart      | Shakira                | Whenever wherever          |
|        | 9 maart      | Shakira                | Whenever wherever          |
|        | 16 maart     | Shakira                | Whenever wherever          |
|        | 23 maart     | Shakira                | Whenever wherever          |
|        | 30 maart     | Shakira                | Whenever wherever          |
|        | 6 april      | Shakira                | Whenever wherever          |
| 572    | 13 april     | Mad'House              | Like a prayer              |
|        | 20 april     | Mad'House              | Like a prayer              |
| 573    | 27 april     | Billy Crawford         | Trackin'                   |
|        | 4 mei        | Billy Crawford         | Trackin'                   |
|        | 11 mei       | Billy Crawford         | Trackin'                   |
| 574    | 18 mei       | Brainpower             | Dansplaat                  |
|        | 25 mei       | Brainpower             | Dansplaat                  |
|        | 1 juni       | Brainpower             | Dansplaat                  |
|        | 8 juni       | Brainpower             | Dansplaat                  |
| 575    | 15 juni      | Eminem                 | Without me                 |
|        | 22 juni      | Eminem                 | Without me                 |
| 576    | 29 juni      | Shakira                | Underneath your clothes    |
|        | 6 juli       | Shakira                | Underneath your clothes    |
|        | 13 juli      | Shakira                | Underneath your clothes    |
|        | 20 juli      | Shakira                | Underneath your clothes    |
| 577    | 27 juli      | Tiziano Ferro          | Perdono                    |
|        | 3 augustus   | Tiziano Ferro          | Perdono                    |
|        | 10 augustus  | Tiziano Ferro          | Perdono                    |
|        | 17 augustus  | Tiziano Ferro          | Perdono                    |
|        | 24 augustus  | Tiziano Ferro          | Perdono                    |
| 578    | 31 augustus  | Las Ketchup            | The ketchup song (Aserejé) |
|        | 7 september  | Las Ketchup            | The ketchup song (Aserejé) |
|        | 14 september | Las Ketchup            | The ketchup song (Aserejé) |
|        | 21 september | Las Ketchup            | The ketchup song (Aserejé) |
|        | 28 september | Las Ketchup            | The ketchup song (Aserejé) |
|        | 5 oktober    | Las Ketchup            | The ketchup song (Aserejé) |
|        | 12 oktober   | Las Ketchup            | The ketchup song (Aserejé) |
|        | 19 oktober   | Las Ketchup            | The ketchup song (Aserejé) |
|        | 26 oktober   | Las Ketchup            | The ketchup song (Aserejé) |
| 579    | 2 november   | Nelly & Kelly Rowland  | Dilemma                    |
|        | 9 november   | Nelly & Kelly Rowland  | Dilemma                    |
|        | 16 november  | Nelly & Kelly Rowland  | Dilemma                    |
|        | 23 november  | Nelly & Kelly Rowland  | Dilemma                    |
|        | 30 november  | Nelly & Kelly Rowland  | Dilemma                    |
|        | 7 december   | Nelly & Kelly Rowland  | Dilemma                    |
|        | 14 december  | Nelly & Kelly Rowland  | Dilemma                    |
| 580    | 21 december  | Robbie Williams        | Feel                       |
|        | 28 december  | Geen Top 40 verschenen | Geen Top 40 verschenen     |